# Club Baloncesto Orillo Verde Sabadell
El Club de Baloncesto Orillo Verde Sabadell fue un equipo de baloncesto español radicado en Sabadell (Barcelona) España que compitió en la Liga Española de Baloncesto, antecesora de la Liga ACB. El equipo, después de participar en las cinco primeras ediciones de la Liga Española de Baloncesto, desapareció en el año 1961 después que el patrocinador, Manufacturas Carol, disolviera el equipo. El año de su desaparición fueron subcampeones y tenían en sus filas al máximo anotador de la competición, el jugador local Francisco Llobet. Jugadores que llegaron a ser internacionales por España como Jordi Bonareu, José María Soro, Andreu Oller, José Massaguer, Josep Lluís, y el anteriormente citado Francisco Llobet pasaron por las filas del equipo sabadellense.

## Los orígenes
Josep María Carol era un importante empresario sabadellense que estaba a cargo de la empresa textil Manufacturas Carol, propiedad de su familia, y precisamente en una de sus fábricas (la céntrica Cal Jepó) fue donde decidió construir una pista de baloncesto debido a la fuerte afición que estaba sacudiendo la ciudad en aquellos días y fundar un club en 1948 que compitió únicamente en ligas sociales.
En la temporada 1949-50 el club Carol Sabadell participó de manera federada por primera vez en el campeonato de Educación y Descanso y en 1952 se dio el paso definitivo para crecer como entidad al fusionarse con el mejor equipo de la ciudad en aquella época, el Centre d'Esports Sabadell, que hubo de desvincularse del club de fútbol por problemas económicos, pasando a aglutinar a los mejores jugadores de aquel equipo y a asumir la categoría de Primera Regional.
En este archivo de vídeo de 1948 se observa la inauguración de la cancha de juego de Manufacturas Carol en 1948.

## El camino hacia Primera División
En la temporada 1952-53 el Carol Sabadell debutó en Primera Regional y aunque las aspiraciones eran altas, la temporada fue muy irregular y acabó cerrándose con una permanencia ganada en el tramo final de la temporada.
En la temporada siguiente (53-54) la directiva del Carol decidió formar un equipo muy potente para asaltar el ascenso a Primera División y para ello contrató al entrenador Lluís Centellas procedente del  Español y a la pareja Oller- Massaguer que procedía del Joventut de Badalona y que fue clave para cuajar los resultados cosechados aquel curso: invictos en la primera fase, invictos en la segunda y ascenso por la vía rápida a la Primera División cumpliendo con los objetivos planteados a inicio de temporada.

## Los primeros pasos en Primera División
En la temporada 54-55 el Carol Sabadell compitió por primera vez en Primera División, una competición de ámbito aún regional, en la que los mejores equipos de Cataluña luchaban por el título de liga y por acceder a la Copa del Generalísimo , competición considerada entonces la más importante al ser de ámbito nacional. En la primera fase de la temporada el Carol dio la gran sorpresa al finalizar como segundo mejor equipo solo por detrás del Joventut de Badalona.  En la segunda fase el equipo no pudo mantener ese nivel y pese a acabar en una meritoria cuarta posición no pudo acceder a la Copa.
Esa misma temporada el equipo juvenil del Carol Sabadell se proclamó subcampeón de Cataluña por detrás del Joventut y el infantil finalizó en tercera plaza evidenciando el buen nivel de la cantera del club.
Para la temporada 55-56 se preparó un relevo en el banquillo con la entrada de Baró en lugar de Centellas pero el cambio no surtió los efectos deseados ya que el Carol, en lugar de asentarse entre los mejores hubo de disputar la liguilla de permanencia. En esa fase decisiva de la temporada se produjeron dos cambios de mucha trascendencia en la historia del club: por un lado, el nombre del equipo pasó a ser Orillo Verde (uno de los tejidos comercializados por Manufacturas Carol) y por otro se substituyó en el banquillo a Baró por Fernando Font, que había pasado por el FC Barcelona. 
Con la entrada de Font el equipo, que parecía condenado al descenso, reaccionó y acabó líder de la fase de permanencia garantizando así un año más su presencia entre la élite del baloncesto nacional.

## La Liga Nacional
En verano del 1956 Raimundo Saporta propuso la creación de una  Liga Nacional de Baloncesto a semejanza de otros países y encontró en las figuras de Joaquim Prat ( Aismalibar) y Josep María Carol a dos perfectos colaboradores para llevar a cabo esta iniciativa que en su primera edición contó con 6 equipos participantes ( Real Madrid y Estudiantes por un lado y Joventut, FC Barcelona, Aismalibar y Orillo Verde por otro).
Para esta nueva experiencia el Orillo Verde pudo renovar a Fernando Font como técnico y contar con dos fichajes que elevaron el nivel del equipo. Por un lado se incorporó a Josep María Soro , procedente del Español, uno de los mejores jugadores de aquella época gracias a su eficaz tiro en gancho, y también se fichó al joven Josep Lluís que provenía del Círculo Católico de Badalona donde se consolidó como uno de los mejores valores del deporte de la canasta de aquellos días. 
Respondiendo a las expectativas, el Orillo finalizó en cuarta posición en la liga catalana que servía de fase de clasificación para la Copa del Generalísimo y una vez allí acabó haciéndose con una tercera plaza final, mientras que en la Liga Nacional el conjunto sabadellense se consolidó como el tercer mejor equipo del momento tras Real Madrid y FC Barcelona.  A nivel individual cabe destacar que Soro hizo valer su fichaje y fue el segundo máximo encestador del país tras Alfonso Martínez (Real Madrid).
Ese mismo curso fue muy importante para el Orillo Verde no solo por la gran clasificación del primer equipo en la primera Liga Nacional sino por el papel del equipo juvenil que se proclamó campeón de Cataluña derrotando al Joventut y acabó en cuarta posición en el Campeonato de España. En aquel equipo brillaba Francisco Llobet, jugador que acabaría siendo internacional con la selección absoluta y máximo encestador de la Liga Nacional.
Tras un año de gran nivel el Orillo Verde decidió dar un paso adelante a nivel competitivo y fichó a uno de los mejores jugadores del momento como era Jordi Bonareu, que llegaba del Barça, pero los registros de la temporada anterior no se pudieron igualar y en el curso 57-58 el equipo sabadellense empeoró su clasificación en Copa (cuarto) y en la ampliada a diez equipos Liga Nacional (cuarto).
La nota positiva en la entidad la puso el juvenil que volvió a proclamarse campeón de Cataluña y tercero de España.
En la temporada 1958-59 la Liga Nacional siguió expandiéndose hasta los 12 equipos y el Orillo Verde inició una renovación de su plantilla incorporando a jugadores formados en la cantera. El resultado de esos cambios apenas se evidenció a nivel deportivo ya que los de Sabadell se consolidaron en la cuarta posición de la Liga y, además fueron jueces de la misma ya que, en su partido más memorable, derrotaron al Real Madrid por 65-35 poniendo en bandeja el título al FC Barcelona que fue campeón de Liga.

## Joaquín Broto coge las riendas
Tras tres temporadas y media Fernando Font abandonó el banquillo del Orillo Verde habiendo colocado al conjunto vallesano en la élite del baloncesto español y habiendo realizado un trabajo con la cantera que había permitido cosechar éxitos a las categorías inferiores del club y renovar con jugadores locales el primer equipo. Su substituto fue Joaquín Broto, nuevo entrenador con experiencia en el banquillo del Joventut de Badalona, que llegaba a Sabadell con un equipo instalado en la zona alta de la Liga. 
En esa temporada 59-60, además del fichaje de Broto, se incorporó a una pareja de jugadores puertorriqueños como eran Dijols y Víctor Félix. El Orillo Verde volvió a igualar sus mejores registros y acabó la Liga en tercera posición lamentando únicamente su eliminación a las primeras de cambio en la Copa a manos del Montgat.
La temporada 1960-61 fue la última y más exitosa campaña del Orillo Verde que, nuevamente de la mano de Broto, y con una gran presencia de jugadores formados en la cantera, alcanzó el subcampeonato de Liga siendo superado únicamente por el Real Madrid, hecho que supuso la mejor clasificación de la historia del club. Además el canterano Francisco Llobet, con apenas 21 años, fue el máximo encestador de la Liga accediendo además a la selección española para disputar dos partidos amistosos aunque luego se quedaría fuera del equipo definitivo que participó en el Europeo de Belgrado.
Además de estos resultados el Orillo Verde se proclamó campeón del prestigioso Trofeo Samaranch batiendo en la final por 54-55 al Joventut de Badalona con Soro como máximo anotador del torneo.
Paralelamente a estos éxitos deportivos, los problemas económicos estaban afectando a la empresa Manufacturas Carol y, por extensión al Orillo Verde, que declinó su participación en la Copa alegando motivos de estudios de sus jugadores, aunque la causa principal era económica.

## Desaparición
Tras su mejor temporada, el Orillo Verde se extinguió debido a los problemas económicos de la empresa que apadrinaba al equipo (Manufacturas Carol) que cesó su actividad productiva algunos años más tarde. Otro factor importante fue la ausencia de un pabellón de deportes cubierto como los que otros clubes empezaban a usar como escenario de juego. Como último intento, los rectores del club solicitaron a la Federación Española de Baloncesto un año de "excedencia" de la Liga Nacional con el objetivo de encontrar recursos económicos para mantenerse en la élite que no les fue concedida.
Tras la desaparición del equipo en el verano del 1961 la ciudad de Sabadell no ha vuelto a tener baloncesto profesional de primer nivel hasta la fecha ni éxitos similares a nivel de baloncesto de formación.
Respecto a los jugadores de aquel equipo, la mayoría de ellos se incorporaron posteriormente al Club Natació Sabadell, que era el segundo club de baloncesto de la ciudad a nivel de categoría, mientras que los de más renombre como eran Francisco Llobet y José María Soro recalaron en el Joventut de Badalona y el Picadero respectivamente.

## Palmarés y trayectoria
| Temporada | Competición               | Clasificación                                        | Entrenador           |
| --------- | ------------------------- | ---------------------------------------------------- | -------------------- |
| 1952-53*  | Primera Regional Catalana | Permanencia                                          | ??                   |
| 1953-54*  | Primera Regional Catalana | CAMPEÓN. Ascenso a Primera División                  | Lluís Centellas      |
| 1954-55*  | Primera División Catalana | 4º Clasificado                                       | Lluís Centellas      |
| 1955-56*  | Primera División Catalana | Permanencia                                          | Baró / Fernando Font |
| 1955-56*  | Trofeo Samaranch          | 4º Clasificado                                       | Baró / Fernando Font |
| 1956-57   | Liga Nacional             | 3º Clasificado                                       | Fernando Font        |
| 1956-57   | Primera División Catalana | 4º Clasificado                                       | Fernando Font        |
| 1956-57   | Copa del Generalísimo     | 3º Clasificado                                       | Fernando Font        |
| 1957-58   | Liga Nacional             | 4º Clasificado                                       | Fernando Font        |
| 1957-58   | Copa del Generalísimo     | 4º Clasificado (cae en semifinales ante el Joventut) | Fernando Font        |
| 1957-58   | Trofeo Samaranch          | Semifinalista (cae ante Joventut)                    | Fernando Font        |
| 1958-59   | Liga Nacional             | 4º Clasificado                                       | Fernando Font        |
| 1958-59   | Trofeo Samaranch          | 5º Clasificado                                       | Fernando Font        |
| 1959-60   | Liga Nacional             | 3º Clasificado                                       | Joaquín Broto        |
| 1959-60   | Copa del Generalísimo     | Eliminados en 1/8 de final                           | Joaquín Broto        |
| 1959-60   | Trofeo Samaranch          | Eliminado en fase previa (3er clasificado)           | Joaquín Broto        |
| 1960-61   | Liga Nacional             | 2º Clasificado                                       | Joaquín Broto        |
| 1960-61   | Trofeo Samaranch          | CAMPEÓN ante el Joventut (54-55)                     | Joaquín Broto        |

Las temporadas marcadas con (*) el equipo compitió bajo la denominación de Carol Sabadell.

### Éxitos en categorías inferiores
- Campeón de Cataluña Juvenil 1957 y 1958